# Martin N. Johnson
Martin N. Johnson (Racine megye, 1850. március 3. – Fargo, 1909. október 21.) az Amerikai Egyesült Államok szenátora (Észak-Dakota, 1909).